# Monna Vanda dei Soldanieri
Monna Vanda dei Soldanieri, noto anche come Guelfi e ghibellini, Wanda Soldanieri, Vanda Soldanieri, è un cortometraggio muto del 1910 diretto da Mario Caserini.

## Trama
Vanda Giandonati, figlia del capo dei guelfi, sposa Gianni Soldanieri, capo dei ghibellini. I guelfi vengono cacciati da Firenze ma dopo due anni l'esilio ha termine; i Giandonati, rientrati in città, uccidono Gianni Soldanieri e Vanda decide di vendicarsi con l'aiuto di alcuni ghibellini; cercano di incendiare il palazzo dei Giandonati ma senza riuscirci e infine Vanda si suicida.

## Produzione
Gli esterni sono stati girati a Viterbo e in particolare sulla scalinata del Palazzo dei Papi.

## Distribuzione
- Francia: febbraio 1910, con il titolo "Monna Vanda di Soldanieri"
- Italia: febbraio 1910, con il titolo "Monna Vanda dei Soldanieri"
- Regno Unito: 19 febbraio 1910, con il titolo "Vanda Soldanieri"
- Austria: marzo 1910, con il titolo "Vanda von Soldanieri oder Welfen und Ghibellinen"